# ابنة الغابة
ابنة الغابة هي رواية خيالية تاريخية لجولييت ماريلييه نُشِرت أول مرة عام 1999، وهي مقتبسة عن أسطورة أطفال لير و«البجعات الست» (قصة تملك إصدارات عدة، وأحدها من الأخوة جريم). يجب على الفتاة (سورتشا) خياطة ستة قمصان لإنقاذ أخوتها من سحر الساحرة، وأن تبقى صامتة تمامًا حتى انتهاء المهمة، ووقوعها في الحب قد يعقد مهمتها.

## الحبكة
سورتشا، أصغر أبناء اللورد الأيرلندي كولوم من سفن ووترز، وقد خسرت والدتها وقت ولادتها، وتربت تقريبًا بالكامل من قبل أشقائها الستة الأكبر سنًا. وتجوهِلَتْ إلى حد ما من قبل والدها. عندما هاجمت زوجة والدها، السيدة أونا، سورتشا وأخوتها، كانت سورتشا الوحيدة القادرة على الهرب، بينما تحول إخوة سورتشا جميعهم إلى بجع، وما يلي هو تطور الحكاية الكلاسيكية «البجعات الست». تعرف سورتشا أنه عند تمكنها من غزل ستة قمصان من نبات ستار وورت المؤلم، مع بقائها صامتةً تمامًا حتى آخر واحد، ستتمكن من تحرير إخوتها من تعويذة أونا. توافق سورتشا على ذلك، وتقضي سنوات عدة في الغابة، مختبئة من أونا لتعمل على القمصان.
في البداية، تعيش في الغابة، معتمدةً على مساعدة المخلوقات السحرية ورفيقها الوحيد؛ كلب أخيها كورماك (لين). يتمكن إخوتها من زيارتها مرتين بالعام بهيئة بشر، حيث تجاهد بمهمتها لصنع القمصان من نبات الستار وورت، وهي نبتة شبيهة بالإبرة، سامة عند ملامستها، وتشوه شكل اليدين.
في أحد الأيام، اغتُصِبَتْ من قبل رجلين متوحشين، اللذين قادهما أحمق القرية إليها، لاعتقاده أنها من الجن، وقتلوا لين أيضًا، ووجدها إخوتها مصابة تنزف. ليشفيها بادرياك، بينما ثلاثة من إخوتها الآخرين (معهم فينبار الهادئ سابقًا) خرجوا وقتلوا مُغتَصِبيها بمساعدة المخلوقات السحرية.
بعد سنوات من الصراع الانفرادي، أنقذ لورد بريطاني سورتشا من الغرق، وهو هيو من هاروفيلد (لقبهُ: ريد). عند عودة ريد إلى بريطانيا، ترافقه سورتشا من غير قصد. يعتقد ريد كليًا أن سورتشا لديها معلومات تتعلق بأخيه، سايمون، الذي رعته سورتشا حتى تعافى بعد القبض عليه من قبل اللورد كولوم. تبقى سورتشا مع ريد وهي تعمل على القمصان. رغم حماية ريد، تواجه سورتشا خطرًا جديدًا بهيئة اللورد ريتشارد (عم ريد والشخص المسؤول عن الهجمات على ووتر سفن). كان على سورتشا تجنب تقدم ريتشارد الفظ، رغم مواصلتها العمل بصمت لإنقاذ إخوتها. ورغم اكتسابها أصدقاء حقيقيين هم جون، وبن، وزوجة جون مارغري، يعتقد أغلبية عائلة ريد أنها ساحرة، ويلعبون معها حيلًا قاسية.
مع مرور الأيام، يقع ريد وسورتشا في الحب تدريجيًا، رغم انفصالهما لحاجته إلى إيجاد سايمون، وخوفها من الرجال بعد اغتصابها، واعتقادها أنه يحبها فقط لأن المخلوقات السحرية ربطوه معها كونه حاميها. مع اقتراب زواجه من إلين، ابنة اللورد ريتشارد (فقد خُطِبا منذ صغرهما) ومع لطف إلين تجاه سورتشا، واصل اللورد ريتشارد تهديدها ومضايقتها باستمرار.
يأخذ ريد سورتشا إلى شاطئٍ خفي، حيث ذهب هو وسايمون فقط، وتقدم لها، وأخبرها أنه أنهى خطوبته بإلين. فتخشى أنه سيطالبها بحقوقه الزوجية، ولكنه يؤكد لها أن الزواج سيكون بالاسم فقط (إذا كانت هذه رغبتها) وأنه سيحميها، وأعطاها خاتمًا ثم غادر لمواصلة البحث عن سايمون ومعرفة حقيقة تورط اللورد ريتشارد في القبض على أخيه.
ذات صيف، قُبِضَ على سورتشا مع كونور، أحد أشقائها، واتُهِما بالزنا. يقلب اللورد ريتشارد الجميع ضد سورتشا ويقرر إحراقها على الوتد. وفي يوم انتهاء جميع القمصان، أتى أخوتها الستة طائرين إليها. وعند عودة ريد للمنزل، يشتط غضبًا بعد رؤيته لسورتشا مقيدةً على الوتد. تُلقي سورتشا، وهي غير قادرة على الكلام، القمصان المنتهية على أشقائها، وبسبب عدم إكمالها أحد الأكمام لضيق الوقت، يُلعَنْ فينبار بجناح واحد.
يحميها أشقاؤها بشدة ويعلنون إبطال زواجها. يرفضون السماح لها بالبقاء بمفردها معه حتى تصر سورتشا على ذلك، وهي التي تقول الوداع لريد، معتقدة أنه سينساها بعد رحيلها وما زال تحت وهم أنه يحبها بسبب تدخل المخلوقات السحرية.
سمح لها بالرحيل، وعادت سورتشا وإخوتها إلى سفن ووترز، ليجدوا الأمر في حالة فوضى. يتعرف عليهم بعض المزارعين ويخبرونهم أن والدهم ليس بحالة جيدة، ويسارعون إلى القصر، حيث يخبرهم دونال، الجنرال السابق للورد كولوم، باختفاء زوجة والدهم مؤخراً.
تعيد العائلة بناء سفن ووترز ببطء، وتكتشف سورتشا من سيدة الغابة أن ريد لم يكن تحت تأثير السحر، بل أنه أحبها بصدق. ويتسبب هذا بالكثير من الألم لها، حتى يظهر ذات يوم ويعلن بأنه تخلى عن حكمه ويريد البقاء معها، وقبلته سورتشا بشغف مما جعل شقيقها الأكبر ليام يحمر خجلاً.
حُلت جميع الألغاز تقريبًا، باستثناء أخاهم غير الشقيق (الذي هو ابن اللورد كولوم والسيدة أونا). أنطلق إثنين من الأخوة للعثور عليه، بينما يسافر كونور بعيدًا مع الكهنة. وهكذا أنفصل الأطفال السبعة لسفن ووترز ليعيشوا حياتهم الخاصة. يبقى ليام مع سورتشا في سفن ووترز، ويختفي فينبار في المياه، تاركًا وراءه ريشة فقط.

## الشخصيات

### عائلة سفن ووترز

#### سورتشا
هي أخت ليام، ودايرميد، والتوأم كورماك وكونور، وفينبار، وبادرياك وابنة اللورد كولوم من سفن ووترز. سورتشا لديها شعر أسود وعينان خضراوتان واسعتان وتظهِران تشابهًا قويًا مع والدتهم، والتي ماتت وهي تلدها. هي معالجة، وماهرة في الأعشاب. يمكنها أيضًا العزف على القيثارة والناي جيدًا، رغم استطاعتها من خياطة القمصان جيدًا بما يكفي، إلا أنها لا تملك مهارة في التطريز أو حتى التطريز الدقيق. يُقال أحيانًا أنها «الخيط الذي ينسج إخوتها معًا».
طوال الرواية، كانت مهمتها كسر تعويذة إخوتها، وتستطيع فعل ذلك فقط إذا أخاطت قميصًا لكل منهم من نبتة هشة شبيهًة بالإبرة التي تتسبب بتجعد وتشوه يديها مثل أيدي المرأة العجوز. لا يُسمح لها بالتحدث أو التواصل من خلال الصور/الكتابة خلال هذا الوقت، وإلا لن يتحرر إخوتها أبدًا.
أثناء الاختباء في الغابة، تعرضت للاغتصاب بوحشية، مما أدى ذلك إلى إحداث فجوة بينها وبين ريد عندما التقيا وعندما يقعان في الحب ببطء. تحب إخوتها كثيرًا ولديها رابطة خاصة مع المخلوقات السحرية، وكذلك قدرتها على سماع أصواتهم والتواصل مع سيدة الغابة والمشرقة.
رغم استغراقها وقتًا حتى تدرك ذلك، إلا أنها تقع في الحب مع ريد، ولكنها تغادر لاعتقادها أنه يحبها فقط بسبب أن المخلوقات السحرية ربطوه بها عندما سموه «حاميها». عندما أدركت أنهم، في الواقع، لم يفعلوا هذا الشيء، شعرت بالحزن، ولكنه تخلى عن حكمه وغادر بريتون، وأنظم إليها في سفن ووترز وشعرت بسعادة غامرة مرة أخرى.